# Мантра
Ма́нтра (санскр. मन्त्र) — набор звуков, отдельных фонем, слов или группы слов на санскрите, пали (пример - буддийские сборники "Паритта"), гораздо реже - на других языках, которые, по мнению практикующих, имеют резонансное (активируют  зоны тела), психологическое и духовное воздействия.
Мантра может применяться как формула почитания. Мантры — одни из основных тем, освещённых в индийских шастрах ведийского происхождения.
Медитация с повторением мантры может помочь вызывать изменённое состояние сознания. Мантра может иметь синтаксическую структуру или буквальное значение, но может быть лишена и того, и другого. Много мантр — на ведическом санскрите.
Мантры существуют в традициях индуизма, буддизма, джайнизма и сикхизма[уточнить], зороастризме[уточнить], даосизме.
В японских и китайских духовно-боевых искусствах выкрики «ос», «киай» — по мнению исследователей явление, соответствующее понятию мантра.
В японской традиции Сингон японское слово "Cингон" означает "мантра".
Использование, структура, функция, важность и типы мантр варьируются в зависимости от философской школы.
В тантризме тема мантр является одной из самых сложных и сакральных. В буддийском (ваджраяна)  и индусском тантризме (шакта) мантры считаются священными формулами, а их практика — личным ритуалом, эффективным только после получения посвящения. В других школах индуизма, буддизма, джайнизма или сикхизма инициация не обязательна (но желательна). Примеры и инструкции использования мантр в магических ритуалах индуизма описаны в Пуранах.
Мантры бывают разных форм, в том числе "рич" (санскр. ṛc) (например, стихи из Ригведы) и "sāman", "напев", санскр. (например, музыкальные песнопения из Самаведы). Они, как правило, мелодичные, имеют математическую структурированность. В некоторых формах мантры — мелодичные фразы о стремлении человека к истине, реальности, свету, бессмертию, миру, любви, знаниям и действиям. Некоторые мантры не имеют буквального значения, но имеют духовное значение.
В ряде индуистских текстов утверждается, что мантры доступны только представителям трёх высших варн, а  представители низших варн (шудры и неприкасаемые) должны исполнять садхану без декламации мантр.

## Этимология и происхождение
Санскритское слово "мантра" состоит из корня man- «думать», «знать» (от которого происходит также слово «ум» — manas) и суффикса -tra, обозначающего инструмент или локализацию (место). Буквальный перевод: инструмент мышления, инструмент познания.
Учёные считают, что мантры появились ранее тысячи лет до нашей эры. К среднему ведическому периоду от 1000 г. до н. э. до 500 г. до н. э. мантры в индуизме превратились в смесь искусства и науки. Мантры, как утверждает голландский индолог  Фриц Сталь, могут быть старше, чем языки.
Китайский перевод слова "мантра": zhēnyán 眞 言, 真言, буквально «истинные слова».

## Определения
Как и значения многих других слов, значение слова «мантра» зависисит от конкретного культурного контекста, присущего данной дхармической религии или школе индуизма (впоследствии аналоги мантр стали использоваться и в не-дхармических религиях и учениях: даосизм, нью эйдж и др.).
Мантры использовались и используются в различных религиях и философских школах (речь прежде всего - об Индии) на протяжении нескольких тысяч лет, поэтому затруднительно дать им однозначное определение.
Российский востоковед С. В. Пахомов  считает, что изначально значение слова «мантра» происходит из его этимологии и означает средство настройки на сакральное (Божественное), а также средство постижения его и соединения с ним. По мере развития духовных практик, в тантризме значение слово «мантра» стало обозначать не просто инструмент настройки на сакральное, но и средство достижения духовного освобождения.
Средневековый индийский философ Кшемараджа определял мантру как: «то, с помощью чего человек тайно познаёт, то есть внутренне осознаёт своё тождество с природой Господа».
Голландский индолог Фриц Сталь утверждал, что мантры не являются ритуалами, а тем, что читается или повторяется во время ритуала. Он выделял следующие признаки мантр:

— звук мантр не может быть изменён;

— порядок элементов в мантрах не может быть изменён (специальная структура: биджа-звук, как правило, идёт в начале, но в тантрических мантрах также и в конце заклинания);

— мантры не являются содержательными предложениями — они не содержат значащих выражений, и они не создают язык, но они с очевидностью следуют грамматическим правилам (синтаксис доминирует над семантикой);

— распространение и передача мантр происходит часто без традиции объяснения смысла этих формулировок.

Французский индолог Луис Рену определил мантру как мысль.
Французский индолог Лилиан Силберн определяет мантры как "структурированные формулы мыслей".
Английский востоковед Джон Фаркуар заключает, что мантры — религиозная мысль, молитва, священное высказывание, но также считается заклинанием или оружием сверхъестественной силы.
Немецкий индолог Генрих Циммер определяет мантру как вербальный инструмент для производства чего-то в уме.
Австрийский индолог Леопольд Фишер определяет мантру в контексте тантрической школы индуизма как сочетание смешанных подлинных морфем  и квазиморфем, организованных в обычных узорах, основанных на кодифицированных эзотерических традициях, переданных от гуру ученику через традиционное посвящение[уточнить].
Голландский востоковед Ян Гонда определяет мантру как общее название для стихов, формул или фиксированных последовательностей слов в прозе, которые содержат воззвание, обращение, имеют религиозную, магическую или духовную эффективность. На них медитировали, практиковали чтение и повторение, воспевание в ритуалах. Мантры собирались из методически расположенных древних текстов индуизма[уточнить].
Оксфордский словарь английского языка определяет мантру как слово или звук, повторяемый, чтобы помочь сосредоточиться в медитации.
Кембриджский словарь английского языка содержит два разных определения. Первое относится к индуизму и буддизму: слово или звук, которые, как считается, обладают особой духовной силой. Второе определение более общее: слово или фраза, которые часто повторяются и выражают особенно сильное убеждение.

## Отличия мантр от схожих духовных практик

#### Мантра и молитва
Мантра — это жестко зафиксированная последовательность фонем.
В мантре важен произносимый звук, который не может быть изменён во время практики мантры. В молитве гораздо более важен лексический смысл произносимого, чем правильная последовательность произношения слов (которая может быть изменена). Молитва всегда имеет лексическое значение, мантра может не иметь лексического значения. Молитва может быть произненсена на любом языке, язык мантры не может быть изменён. Молитва может быть «успешной» и «неуспешной», мантра действует автоматически. Для молитвы очень важно правильное духовно-эмоциональное состояние, для мантры, в силу её автоматического действия, особое духовно-эмоциональное состояние не столь важно.

#### Мантра и зикр
Зикр (араб. - "памятование (имён Аллаха)", суфийский ритуал) как и мантра может содержать в себе абстрактные по значению фонемы. Зикр, как правило, произносится на арабском языке, но из этого правила бывают исключения (то есть возможен перевод зикра на другой язык). Зикр — это многократное поминание Бога, и в этом смысле он схож с теми джапа мантрами, в которых поминаются боги . Зикр, в отличие от мантры, требует полного вовлечения адепта в практику, совершая поминание Бога, суфий забывает обо всём кроме Бога.

## Буквальное значение мантр
Самые древние мантры, относящиеся к ведическому периоду, написаны на санскрите. Есть концепция о санскрите как языке, данном людям в виде готовой семантической структуры как средство для общения с более высокоорганизованным сознанием.
Для каждой буквы грамматика санскрита описывает связь (локализацию) с человеческим телом и наделяет её смыслом. Они складываются в слова, произнесение которых вызывает особую звуковую вибрацию, меняющую пространство. Мантры, складывающиеся из букв и слов санскрита, имеют многоуровневую трактовку и перевод, которые открываются непосредственно практикующему в зависимости от его уровня сознания.
Довольно обширна история научных разногласий по вопросу о значении мантр и о том, являются ли они орудиями разума, что вытекает из этимологического происхождения слова мантры. Одна школа предполагает, что мантры — в основном бессмысленные звуковые конструкции, в то время как другие держат их в основном значимыми лингвистическими инструментами разума[уточнить]. Обе школы согласны с тем, что мантры имеют мелодии и хорошо продуманную математическую точность в мелодическом и ритмическом построении, не оспаривается и то, что влияние мантр на слушателя наблюдается у людей во всем мире.
Сталь представляет неязыковый взгляд на мантры. Он предполагает, что стих, или шлока, мантры измеряется и гармонизируется с математической точностью (например в технике вихара), чтобы вызвать резонанс. Сталь предостерегает, что несмотря на то, что множество мантр могут быть переведены, содержат духовный смысл и затрагивают философские темы, имеющие центральное значение для индуизма, это не значит, что все мантры имеют буквальное значение. Он также отмечает, что даже тогда, когда мантра не имеет смысла, она устанавливает тон и атмосферу в ритуале через свое звучание и, таким образом, имеет простое и бесспорное ритуальное значение. Звуки могут не иметь значения, но они могут быть эффективны. Он сравнивает мантры с птичьими песнями, которые обладают способностью передавать сообщение, но при этом их пение нельзя перевести на какой-то иной язык.
Мантры бессмысленны, но музыкально значимы, считает Сталь.
Харви Альпер и другие представляют взгляд на мантры с лингвистической точки зрения. Они разделяют мнение Сталя о том, что многие мантры содержат фрагменты, лишённые смысла. Альпер перечисляет многочисленные мантры, которые говорят о философских темах, моральных принципах, содержат призыв к добродетельной жизни и даже бытовые просьбы. Он предполагает, что из множества миллионов мантр преданный выбирает некоторые мантры добровольно, выражая таким образом свое намерение, и аудитория этой мантры является выбранной духовной сущностью говорящего. Мантры используют язык духовного выражения, они являются религиозными инструментами, и это важно для преданного. Мантра создает чувство у практикующего. Они обладают эмоциональным нуминозным эффектом, что гипнотизирует, вводит в транс и создаёт ощущения, которые являются сутью многих религий и духовных явлений.

## Ведические мантры

### История ведических мантр
В ранний ведический период была распространена вдохновляющая сила стиха и музыки[уточнить]. Это было дхьяной (медитацией), а мантра была языком, используемым для этого процесса.
К среднему ведическому периоду (1000 до н. э. до 500 г. до н. э.) мантры были взяты из стихов Ригведы. Например саман — музыкальные песнопения из Самаведы, яджус — из Яджурведы. Во времена индуистской эпохи и после этого мантры многократно размножались и диверсифицировались в различных школах индуизма. Мантры занимали центральное место в тантрической школе[уточнить], которая утверждала, что каждая мантра (биджас) является божеством.

### Функция и структура ведических мантр
Одной из функций мантр является торжественность и ратификация ритуалов. Каждая мантра в ведических ритуалах, сочетается с действием. Согласно Apastamba Srauta Sutra, каждый ритуальный акт сопровождается одной мантрой, если Sutra явно не отмечает, что один акт соответствует нескольким мантрам. Согласно Гонде[34][уточнить] и др.[уточнить], существует связь и обоснование между ведической мантрой и каждым ведическим ритуальным актом, который сопровождает его. В этих случаях функция мантр должна была стать инструментом ритуальной эффективности для священника и инструментом обучения ритуальному акту для других.
Во время появления Пуран и эпоса в индуизме развивались концепции поклонения, добродетели и духовности. Появились новые религии, такие как джайнизм и буддизм, и были созданы новые школы, каждая из которых продолжала разрабатывать и совершенствовать свои собственные мантры. В индуизме, полагает Альпер, в ведические времена мантры были изложены как намерения — просьба божеству помочь в обнаружении потерянного крупного рогатого скота, в излечении от болезни, в преуспевании в соревновательном спорте или поездке вдали от дома. Буквальный перевод ведических мантр предполагает, что функция мантры в этих случаях заключалась в том, чтобы справляться с проблемами повседневной жизни.
В более поздний период индуизма мантры читают уже с трансцендентальной искупительной целью, чтобы иметь успех в таких намерениях, как побег из цикла жизни и возрождения, получение прощения и улучшения плохой кармы, а также для переживания духовной связи с богом. Функция мантр в этих случаях заключалась в том, чтобы справляться с состоянием человека в целом. Согласно Альперу, искупительные и духовные идеи соединились с мантрами, так как их резонанс и музыкальное качество помогают трансцендентальному духовному процессу. В целом, объясняет Альпер, используя в качестве примера мантры Śivasūtra, индуистские мантры имеют философские темы и метафоричны с социальным измерением и смыслом; другими словами, это духовный язык и инструмент мышления.
Согласно Сталю, индуистские мантры могут практиковаться через чёткое и громкое произнесение вслух, анирукту (тихое произнесение), упамсу (неразборчивое произнесение) или манасу (не произносятся, но читаются в уме). В ритуальном использовании мантры часто являются беззвучными инструментами медитации.

#### Примеры
Самая основная мантра йоги и индуизма — звук Ом, который известен как «пранава мантра», источник всех мантр. Индуизм говорит, что до существования и вне существования есть только одна реальность, Брахма. Первое проявление Брахмы есть звук — шабда, выраженный как первичная мантра — Ом. По этой причине Ом считается основополагающей идеей и напоминанием, и поэтому с этого звука начинаются и заканчиваются все индуистские молитвы. В то время как некоторые мантры могут ссылаться на отдельных богов или принципы, фундаментальные мантры, такие как «Шанти мантра», «Гаятри мантра» и другие, в конечном итоге сосредоточены на Единой реальности.

### Тантрические мантры
В Тантрической школе вселенная звучит. Высший (Пара) порождает существование через Слово (шабда). Творение состоит из вибраций на разных частотах и амплитудах, порождающих явления мира.
Бухнеманн отмечает, что мантры божества являются неотъемлемой частью тантрических сборников. Тантрические мантры различаются по своей структуре и длине. Мул-мантры имеют большое количество слогов. Напротив, биджа-мантры односложные, обычно заканчивающиеся на анушваре (простой носовой звук). Они получены от имени божества; например, Дурга дает дум, а Ганеша дает гам. Биджа-мантры прилагаются к другим мантрам, тем самым создавая сложные мантры. В тантрической школе эти мантры, как полагают, обладают сверхъестественными способностями, и они передаются наставником ученику в ритуале посвящения. Тантрические мантры нашли значительную аудиторию и адаптацию в средневековой Индии, индуистской Юго-Восточной Азии и многочисленных азиатских странах с буддизмом[уточнить].
Маджумдар и другие ученые[уточнить] предполагают, что мантры являются центральными в тантрической школе с многочисленными функциями. От начала и до момента освобождения тантрический преданный поклоняется проявленной форме божественного через звук — мантру. У мантры он надеется получить самый широкий диапазон удовлетворений: от обеспечения повышенной сексуальной энергии у мужчины и женщины до приобретения сверхнормальной психологической и духовной силы, от защиты от врагов до изгнания демонов и многого другого[уточнить]. Эти заявленные функции и другие аспекты тантрической мантры являются предметом споров среди учёных[уточнить].
Использование тантры не уникально для индуизма: оно также встречается в буддизме как внутри Индии, так и за её пределами[уточнить].

### Этика и эффективность мантр
Для эффективности мантры необходимо соблюдение трёх правил:
1. Сонастройка на правильный звук. Музыка Карнатака рекомендует для этого инструмент тампуру, звучание которого приближено к звучанию первого звука мироздания — ОМ.
2. Присутствие ровного ритма — талам. Правильный баланс ритма и слогов создаёт равномерное давление языка на точки меридианов внутри ротовой полости.
3. Искреннее и бескорыстное обращение к мантре.

В тантрической традиции мантры рассматриваются как живые существа тонкого мира, а задача практикующего состоит в установлении отношений с ними. Соблюдение этих правил является предпосылкой присутствия во время практики мантр шабда — звуковой вибрации, выступающей в качестве беспристрастного учителя.

### Мантра джапа
Мантра-джапа — практика повторного произнесения одной и той же мантры благоприятное количество раз. В традиции рекомендуется 108 повторений и считается, что 108 повторов мантры даёт ей возможность проявить свою силу полностью. Иногда может быть рекомендовано 3, 5, 10, 11, 54 или 1008 повторов. Джапа используется в личной молитве или медитациях, а также во время формальной пуджи (групповые молитвы). Джапе помогают мала — чётки, состоящие из 108 бусинок и головной бусины (иногда называемых «меру» или «гуру»); преданный использует свои пальцы, чтобы подсчитать каждую бусинку, повторяя выбранную мантру. Достигнув 108 повторений, если он хочет продолжить ещё один цикл мантр, преданный поворачивает малу назад, не пересекая головную бусину, и повторяет цикл[уточнить]. Мантра-джапа считается наиболее эффективной, если мантра повторяется молча (манаса).
Существует традиция, согласно которой любая шлока из священных индуистских текстов, таких как Веды, Упанишады, Бхагавад-гита, Йога-сутра, даже Махабхарата, Рамаяна, Дурга сапташати или Чанди — может рассматриваться как  мантра, поэтому она может быть частью джапы. "Дхармашастра" утверждает, что мантра Гаятри, содержащаяся в Ригведе, стих 3.62.10, и мантра Пурушасукта из Ригведы, стих 10.90, являются наиболее благоприятными мантрами для джапы на рассвете и закате.
Шива-сутра-мантра
Шива-сутры Васугупты — коллекция из семидесяти семи афоризмов, которые составляют основу традиции духовного мистицизма, известной как кашмирский шиваизм. Авторство афоризмов приписываются мудрецу Васугупта (IX века н. э.). Сактопайя и Анавопайя являются средствами достижения Божьего сознания, из которых главная техника Сактопайи — мантра.
Но «мантра» в этом контексте используется в его этимологическом значении. Мантра — то, что спасает через размышление над светом Высшего Я-сознания. Божественное Высшее Я-сознание — корень всех мантр. Деха, или тело, сравнивали с деревом, «мантру» сравнивали с арани — куском дерева, используемым для разжигания огня через трение; прана сравнивается с огнём. Пламя сравнивали с атмой (Я); амбара, или небо, — с Шивой. Когда прана разжигается с помощью мантры, огонь в форме udana возникает в сушумне, а затем точно так же, как пламя возникает из разжигаемого огня и растворяется в небе, так и атма (Я), как пламя, сожжённое топливом тела, поглощается в Шиве[уточнить].
Трансцендентальная медитация
Техника трансцендентальной медитации использует мантры, которые назначаются практикующим и используются как умственный звук.
Духовные упражнения Сурат Шабда Йоги включают симран (повторение, особенно молчаливое повторение мантры, данное при посвящении), дхъян (концентрация, просмотр или созерцание, особенно на Внутреннем Учителе) и бхаджан (слушание внутренних звуков Шабда).
Повторение мантры или святого имени — точка в восьмиточечной программе «Прохождение медитации», учение Эгнат Ишваран, в котором рекомендовано использовать мантру востока или запада. Мантра должна использоваться в течение дня, в подходящие моменты. Этот метод повторения мантры был разработан для использования в любой традиции веры или вне всех традиций[уточнить]. Метод повторения мантр Ишварана был предметом научных исследований в администрации ветеранов Сан-Диего, где был предложен для здоровья, управления стрессом и снижение симптомов ПТСР[уточнить].

## Джайнские мантры
Концепция мантр в джайнизме не сосредоточена на материальных аспектах, а в основном касается поиска прощения, восхваления божеств, таких как Накода, Падмавати, Манибхадра, Сарасвати, Лакшми и другие. Тем не менее некоторые мантры рекомендованы для повышения интеллекта, процветания, богатства или славы. В джайнизме много мантр; большинство из них на санскрите или пракрите. Но в последние столетия появились мантры на языках хинди и гуджарати. Мантры исполняются двумя способами: либо вслух, либо про себя, мысленно.

### Примеры

#### Навкар Мантра
Некоторые примеры джайнских мантр — Бхактамара Стотра, Увасагарам Стотра и т. д. Величайшей считается Навкар мантра.
Мантра Навкар (буквально, «Девятилинейная Мантра») является центральной мантрой в джайнизме. Начальные 5 строк состоят из приветствий различным освящённым душам, а последние 4 строки объясняют природу, подчеркивая преимущества и величие этой мантры.
| Намо Арихантанам                                                                           | Я кланяюсь Арихантам (Завоевателям).                                                                                      |
| Намо Сиддханам                                                                             | Я склоняюсь перед сиддхами (Освобождёнными душами).                                                                       |
| Намо Âyariyânam                                                                            | Я кланяюсь Âchâryas (Наставникам или духовным лидерам).                                                                   |
| Намо Увахайянам                                                                            | Я склоняюсь перед Упадхьяйей (Учителями).                                                                                 |
| Намо Лове Савва Сахнам                                                                     | Я преклоняюсь перед всеми садхами в мире (Святыми или Мудрецами).                                                         |
| Eso Panch Namokkaro, Савва Паваппанасано, Мангаланам Ча Саввесим, Падхамам Хавай Мангалам. | Это пятикратное приветствие (мантра) уничтожает все грехи из всех благоприятных мантр, (он) является самым благоприятным. |

#### Универсальное сострадание
Пратикраман также содержит следующую молитву[уточнить]:
| Khāmemi savva-jīve savvë jive khamantu me     | Прошу прощения у всех существ, пусть все существа простят меня.  |
| Mitti me savva-bhūesu, veraṃ mejjha na keṇavi | Могу ли я дружить со всеми существами и не быть врагом ни с кем. |

#### Микки Дуккадам
В джайнизме прощение является одним из главных достоинств, которые нужно культивировать. Kṣamāpanā, или высшее прощение, составляет часть одной из десяти характеристик дхармы.
В молитве пратикраманы джайны многократно просят прощения у разных существ — даже у одноклеточных, таких как растения и микроорганизмы, которым они могли нанести вред во время еды и повседневной деятельности[уточнить]. Прощение просят, произнося фразу «Micchāmi dukkaḍaṃ». Micchāmi dukkaḍaṃ буквально означает «может ли все зло, которое было сделано, быть бесплодным».

## Буддийские мантры

### Тхеравада
По словам Джека Корнфилда, использование мантры или повторение определённых фраз является очень распространённой формой медитации в традиции Тхеравады. В качестве простых мантр используют повторение качеств Будды или используют «Дхамму» или «Сангху» как мантру.
Буддхо-мантра широко распространена в тайской лесной традиции. Другой популярной мантрой в тайском буддизме является Самма-Арахам.
В традиции тантрической тхеравады в Юго-Восточной Азии мантры играют центральную роль в методе медитации. Популярные мантры в этой традиции включают Намо Буддайя («Посвящение Будде») и Арахэм («Достойный»).

### Неэзотерический буддизм
В буддизме в Китае и Вьетнаме десять маленьких мантр были завершены монахом Юлином (玉琳 國 師), учителем императора Шуньцзи, для монахов, монахинь и мирян, для утреннего воспевания.
Наряду с десятью мантрами известны также Великая мантра Милосердия и Сострадания, Шурангама-мантра Шурангамы, Сутра Сердца. Шурангама-мантра является самой длинной мантрой. Есть тайский буддийский амулет — катха, который нужно держать, когда читается мантра.

### Сингонский буддизм, Кукай. Теория языка, основанная на мантрах
Кукай (774—835), известный буддийский монах, выдвинул общую теорию языка, основанную на его анализе двух форм буддийского ритуального языка: дхарани и мантры. Мантра ограничена эзотерической буддистской практикой, тогда как дхарани встречается как в эзотерическом, так и в экзотерическом ритуале. Например, дхарани находятся в Сутре Сердца. Термин «shingon» (лит. Истинное слово) — японское произношение китайского термина для мантры, zhēnyán.
Слово дхарани происходит от санскритского корня dh.r, что означает удерживать или поддерживать. Рюичи Абэ предполагает, что его обычно понимают как мнемоническое устройство, которое инкапсулирует значение раздела или главы сутры. Дхарани также считаются защищающими того, кто повторяет их, от дурных влияний и бедствий.
Термин мантра традиционно считается производным от двух корней: человек, думать; и ориентированный на действие суффикс -tra. Таким образом, мантру можно рассматривать как лингвистическое устройство для углубления мысли или, в буддийском контексте, для развития просветлённого ума. Они также использовались в качестве магических заклинаний для таких целей, как достижение богатства и долгой жизни и устранение врагов.
Различие между дхарани и мантрой трудно отследить. Мы можем сказать, что все мантры — дхарани, но не все дхарани — мантры. Мантры, как правило, короче. Мантры — когда каждый слог дхарани является проявлением истинной природы реальности — в буддийских терминах все звуки являются проявлением шуньяты, или пустоты бытия. Таким образом, есть предположение, что дхарани на самом деле насыщены смыслом — каждый слог имеет символику на нескольких уровнях.
Один из отличительных вкладов Кукай состоял в том, чтобы ещё раз принять эту символическую связь, сказав, что нет существенного различия между слогами мантр и священных текстов, а также обычным языком. Если рассматривать действие мантры, то любые звуки могут представлять конечную реальность. Этот акцент на звуки был одним из факторов, побудивших Кукай к защите фонетической системы письма, каны, которая была принята в Японии во времена Кукай. Ему, как правило, приписывают изобретение каны, но среди учёных, по-видимому, есть некоторые сомнения в достоверности данного утверждения.
Эта теория языка, основанная на мантре, оказывала мощное влияние на японскую мысль и общество до тех пор, пока не начали доминировать импортированная китайская культура мысли, особенно в форме классического китайского языка, который использовался в суде и среди литераторов, и конфуцианство, которое было преобладающей политической идеологией.
В частности, Кукай смог использовать эту новую теорию языка для создания связей между местной японской культурой и буддизмом. Например, он установил связь между Буддой Махавайрочаной и солнцем Синто Богини Аматерасу. Поскольку императоры считались сходящимися от Аматерасу, Кукай нашёл здесь мощную связь, которая соединяла императоров с Буддой, а также находила способ интегрировать синтоизм с буддизмом, чего не случилось с конфуцианством. Буддизм тогда стал по существу коренной религией. И именно благодаря языку и мантре эта связь была создана. Кукай помог прояснить то, чего раньше не делали: он затрагивает фундаментальные вопросы, что такое текст, как действуют знаки и, прежде всего, какова структура языка. В этом он стоит на тех же позициях, что и современные лингвисты, хотя он приходит к совершенно иным выводам.
В системе Кукай все звуки происходят от звука «а». Для эзотерического буддизма «а» имеет особую функцию, потому что он связан с шуньятой, или идеей о том, что ни одна вещь не существует сама по себе, а зависит от причин и условий. На санскрите «а» является префиксом, который заменяет значение слова на его противоположность, поэтому «видья» — понимание, а «авидья» — невежество (данная тенденция прослеживается во многих греческих словах, например, «атеизм» против «теизма» и «апатии» против «эмпатии»). В Махавайрочана-сутре, которая играет центральную роль в буддизме в Чингоне, говорится: «Благодаря оригинальным клятвам Будд и Бодхисаттв в мантрах есть чудесная сила, так что, произнося их, человек получает безграничные заслуги».
Слово Сингон означает мантру. По словам Алекса Уэймана и Рюдзюна Таджимы, Сингон означает «истинная речь», имеет смысл «точной мантры, которая раскрывает истину дхарм», и это путь мантр. Практика написания мантр и копирование текстов в качестве духовной практики были очень развиты в Японии. В сингон-буддизме используются тринадцать мантр, каждая из которых посвящена главному божеству. Мантра для каждого имени божества на японском языке, его эквивалентное имя на санскрите, транслитерация мантры и японская версия в традиции Сингона:
1. Fudōmyōō (不動明王, Acala): nōmaku samanda bazaratan senda makaroshada sowataya untarata kanman (ノウマク・サマンダ・バザラダン・センダマカロシャダ・ソワタヤ・ウン・タラタ・カン・マン)
2. Shaka nyorai (釈迦如来, Sakyamuni): nōmaku sanmanda bodanan baku (ノウマク・サンマンダ・ボダナン・バク)
3. Monju bosatsu (文殊菩薩, Manjushri): on arahashanō (オン・アラハシャノウ)
4. Fugen bosatsu (普賢菩薩, Samantabhadra): on sanmaya satoban (オン・サンマヤ・サトバン)
5. Jizō bosatsu (地蔵菩薩, Ksitigarbha): on kakaka bisanmaei sowaka (オン・カカカ・ビサンマエイ・ソワカ)
6. Miroku bosatsu (弥勒菩薩, Maitreya): on maitareiya sowaka (オン・マイタレイヤ・ソワカ)
7. Yakushi nyorai (薬師如来, Bhaisajyaguru): on korokoro sendari matōgi sowaka (オン・コロコロ・センダリ・マトウギ・ソワカ)
8. Kanzeon bosatsu (観世音菩薩, Avalokitesvara): on arorikya sowaka (オン・アロリキャ・ソワカ)
9. Seishi bosatsu (勢至菩薩, Mahasthamaprapta): on san zan saku sowaka (オン・サン・ザン・サク・ソワカ)
10. Amida nyorai (阿弥陀如来, Amitabha): on amirita teisei kara un (オン・アミリタ・テイセイ・カラ・ウン)
11. Ashuku nyorai (阿閦如来, Akshobhya): on akishubiya un (オン・アキシュビヤ・ウン)
12. Dainichi nyorai (大日如来, Vairocana): on abiraunken basara datoban (オン・アビラウンケン・バサラ・ダトバン)
13. Kokūzō bosatsu (虚空蔵菩薩, Akashagarbha): nōbō akyashakyarabaya on arikya mari bori sowaka (ノウボウ・アキャシャキャラバヤ・オン・アリキャ・マリ・ボリ・ソワカ)

### Индо-тибетский буддизм
Известный переводчик буддийских текстов Эдвард Конзе выделяет три периода в буддийском использовании мантры.
Первоначально, по словам Конзе, буддисты использовали мантру в качестве заклинаний для защиты от зла. Несмотря на правило Виная, которое запрещает монахам, участвующим в брахманической практике, повторения мантр для получения материальной выгоды, существует ряд защитных мантр для группы аскетических монахов. Однако даже на этом раннем этапе есть нечто большее, чем анимистическая магия. В частности, в случае с Ратана Сутрой, в которой эффективность стихов, по-видимому, связана с понятием «истина». Каждый стих сутры заканчивается словами «в силе этой истины может быть счастье».
Консе отмечает, что более поздние мантры использовались больше для охраны духовной жизни певца и разделы о мантрах стали включаться в некоторые сутры Махаяны, такие как Сутра Белого Лотоса и Сутра Ланкаватара. В это время также изменилась область защиты. В Сутре Золотого Света Четырёх Великих Королей обещают осуществить суверенитет над различными классами полубогов, защитить весь Джамбудвипа (индийский субконтинент), защитить монахов, провозглашающих сутру, и защитить королей, которые покровительствуют монахам, которые провозглашают сутру.
Третий период начался, по словам Конзе, примерно в VII веке, чтобы занять центральное место и стать средством спасения. Тантра начала распространяться в VI—VII вв. н. э.
Мантрайана была ранним названием того, что сейчас более широко известно как Ваджраяна, что даёт нам намёк на место мантры в индо-тибетском буддизме. Цель практики Ваджраяны — дать практикующему непосредственный опыт реальности и восприятия вещей такими, какими они есть на самом деле.
Мантры функционируют как символы этой реальности, а разные мантры — разные аспекты этой реальности. Мантры часто ассоциируются с конкретными божествами. Известным исключением является мантра Праджнапарамиты, связанная с Сутрой Сердца. Одной из ключевых стратегий Ваджраяны для непосредственного восприятия реальности является вовлечение всего психофизического организма в практику. В одном буддийском анализе человек состоит из «тела, речи и ума» (см. «Три Ваджры»). Таким образом, типичная практика садханы или медитации может включать мудры или символические жесты рук; произнесения мантр; а также визуализации небесных существ и визуализации букв мантры, которые читаются. Медитирующий может визуализировать буквы перед собой или внутри своего тела. Они могут быть произнесены вслух или только в уме.

#### Ом мани падме хум
Вероятно, самой известной мантрой буддизма является Ом мани падме хум, шестисложная мантра Бодхисаттвы сострадания Авалокитешвара (тибетский: Ченрезиг , китайский: Гуанин). Эта мантра особенно связана с четырёхрукой формой Шадакшари Авалокитешвары. Далай-лама является воплощением Авалокитешвары, и поэтому мантра особенно почитается его преданными.
Книга «Основы тибетского мистицизма» Ламы Анагарики Говинды даёт классический пример того, как такая мантра может содержать много уровней символического значения.
Дональд Лопеen:Donald S. Lopez Jr.с даёт хороший разбор этой мантры и её различных интерпретаций в своей книге «Заключённые Шангри-Ла: тибетский буддизм и Запад». Лопес является авторитетным писателем и бросает вызов стереотипному анализу мантры как значения «драгоценность в Лотосе», интерпретация, которая не поддерживается лингвистическим анализом или тибетской традицией, и является симптомом западного ориенталистического подхода к «экзотическому» Востоку. Он предполагает, что Манипадма на самом деле является именем бодхисаттвы, формой Авалокитешвары, которая имеет много других имён в любом случае, включая Падмапани или цветок лотоса в руке. Брахманическая настойчивость в отношении абсолютно правильного произношения санскрита пересматривалась, когда буддизм стал распространяться в другие страны, где жители не могли правильно воспроизвести звуки санскрита. Так, например, в Тибете, где эта мантра находится на устах многих тибетцев все их часы бодрствования, мантра произносится как Ом мани пема.

## Мантры других культурных традиций, религий, культов
- Ye Dharma Hetu — древняя буддийская мантра, часто встречающаяся в Индии и других странах
- Om Ma Tri Mu Ye Sa Le Du — мантра Бон
- Nam Myōhō Renge Kyō — мантра буддизма Ничирен
- Myō Myōhō Renge Kyō (名 妙法 連結 経) — мантра Тенши Ктатай Jingūkyō
- Ná Mó Běn Shī Dà Zì Zai Wáng Fó (南 無 本 師大 自在 王佛) — мантра секты Буддхаяны (佛乘 宗)
- Námó Tiānyuán Tàibǎo Āmítuófó (南 無 天元 太保 阿彌陀佛) — мантра Пути Бывшего Неба и Тун-шань Она
- Guān Shì Yīn Pú Sà (觀世音 菩薩) — мантра Лиизма
- Zhēnkōngjiāxiàng, wúshēngfùmǔ (真空 家鄉, 無 生 父母) — мантра Лоцзяо
- Zhōngshùliánmíngdé, zhèngyìxìnrěngōng, bóxiàoréncíjiào, jiéjiǎnzhēnlǐhé (忠恕 廉 明德, 正義 信 忍 公, 博 孝 仁慈 覺, 節儉 真 禮 和) — мантра Тиандера и Церковь Вселенной во Вселенной
- Qīngjìng guāngmíng dàlì zhìhuì wúshàng zhìzhēn móní guāngfó (清淨 光明 大力 智慧 無上 至 真 摩尼 光佛) — мантра манихейства в Китае

### Сборники
Мантра в китайском буддийском каноне собрана императором Цяньлун в книгу Куанг-Минь Линь (林光明).

### Бахазм
Бахаи читают мантру «Аллах-у-Абха» 95 раз в день. Многие используют чётки.

### Сикхизм
В религии сикхов мантра — шабд (слово или гимн) от Ади Грантха, чтобы сосредоточить ум на Боге и послании десяти сикхских гуру. Мантры в сикхизме принципиально отличаются от тайных мантр, используемых в других религиях. В отличие от других религий, сикхские мантры открыты для всех, кто их использует. Они используются открыто и не учатся за закрытыми дверьми, а используются перед собраниями сикхов.
Мул мантра, первая композиция Гуру Нанака, является самой широко известной сикхской мантрой.

### Даосизм
В даосизме есть мантры, такие как слова в Дафань юнью вулиань йинь (大梵 隱語 無量 音) и мантра Ом тибетского буддизма (唵). Есть мантры в чхондогё, Daesun Jinrihoe, Jeung San Do и оммёдо.

## Список мантр
- Биджа (мантра)
- Гаятри-мантра
- Махамритьюмджая-мантра
- Ом (мантра)
- Ом мани падме хум
- Ом намах Шивая
- Панчабрахма-мантры
- Харе Кришна